# Gautier Ducatez
Gautier Ducatez (Gotpower), né le 1er décembre 1980 à Grenoble, est un auteur et éditeur français de bande dessinée.
Il est à l'origine de la revue Turkey Comix et des éditions The Hoochie Coochie.
Portant un vif intérêt à la bande dessinée expérimentale et aux travaux de l'OuBaPo en particulier, il participe à la conception de l'OuTriPo en 2005, rouleau de bande dessinée de 17 mètres de long.
Il est également un des auteurs principaux du WallStrip (2006, Y'en A).
Gautier Ducatez est parallèlement violoniste et chanteur dans diverses formations musicales.

## Publications personnelles
- Baston de rue, THC, 2005
- Tarzan, THC, 2006
- Capra Carnifex, La Cafetière, 2008
- Cauchemar Plastique, éditions Y en A, 2009